# Basta
Basta (ros. Ба́ста), znany także jako Noggano (ros. Ноггано), właściwie Wasilij Michajłowicz Wakulienko (ros. Василий Михайлович Вакуленко; ur. 20 kwietnia 1980 w Rostowie nad Donem) – rosyjski raper i producent muzyczny.

## Życiorys
Urodził się w rodzinie oficerskiej. Uczył się w lokalnej szkole muzycznej, jednak jej nie ukończył. W wieku 15 lat zaczął pisać swoje pierwsze utwory. W 1997 został członkiem grupy muzycznej Psycholyric, która później zmieniła swoją nazwę na Kasta. W 1998 nagrał i wydał swój debiutancki, solowy singiel „Moja igra”, niedługo później założył własny zespół o nazwie Ulicznyje zbuki. W 2004 został dostrzeżony przez Bogdana Titomira, który zaproponował mu przeprowadzkę do Moskwy. Tam raper poznał kilku artystów hip-hopowych, takich jak Smoky Mo czy Guf. Z tym drugim nagrał cover swojego debiutanckiego singla „Moja igra”. W 2006 wydał swój debiutancki album studyjny zatytułowany Basta 1, rok później ukazała się płyta pt. Basta 2.

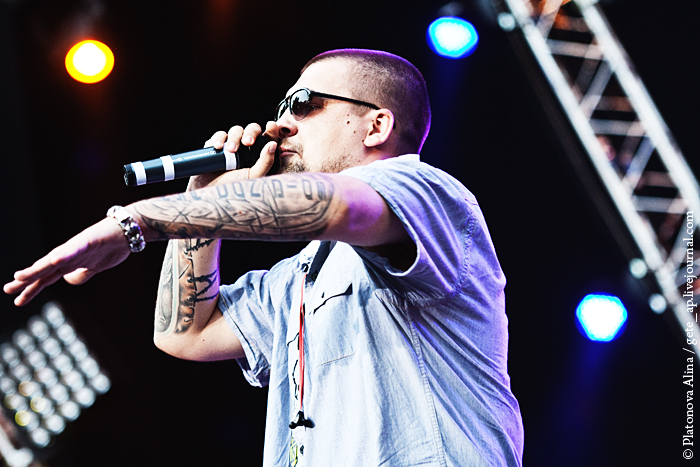
Basta (2010)

W 2008 wydał swoją pierwszą składankę przebojów pt. K tiebie, zaczął występować pod pseudonimem Noganno i wydał album pt. Pierwyj, a w 2009 album pt. Tiopłyj. W 2010 wydał płytę pt. Basta 3. W 2011 wydał świąteczny singiel „Z Nowym Godom, Rassija!”, który nagrał z QП. W 2013 wydał album pt. Basta 4 i był nominowany do Europejskiej Nagrody Muzycznej MTV dla najlepszego rosyjskiego wykonawcy. W 2014 wydał kolejną składankę przebojów pt. Basta+. Jesienią 2015 został jurorem w czwartej edycji programu Gołos. W 2016 wydał album pt. Lakszeri, który promował singlami: „Bra-za-bro” (nagrany z Kipe), „Polieksy”, „Dieti kapitana Granta” i „Sobiaka siela towar”. W tym samym roku wydał także dwie części albumu pt. Basta 5 oraz po raz drugi był nominowany do Europejskiej Nagrody Muzycznej MTV dla najlepszego rosyjskiego wykonawcy.
W październiku 2019 roku został właścicielem klubu piłkarskiego SKA (Rostów nad Donem), który odbudowuje przy wsparciu firmy „Rostech”.

## Życie prywatne
Jest żonaty. Ma dwójkę dzieci.

## Dyskografia
Albumy studyjne
- Basta 1 (2006)
- Basta 2 (2007)
- Pierwyj (2008)
- Tiopłyj (2009)
- Basta 3 (2010)
- Basta 4 (2013)
- Lakszeri (2016)
- Basta 5, Czast 1 (2016)
- Basta 5, Czast 2 (2016)

Albumy kompilacyjne
- K tiebie (2008)
- Basta+ (2014)